# Cerotainia brasiliensis
Cerotainia brasiliensis là một loài ruồi trong họ Asilidae. Cerotainia brasiliensis được Schiner miêu tả năm 1867. Loài này phân bố ở vùng Tân nhiệt đới.